# Oud-Turnhout
Oud-Turnhout es una localidad y municipio de la provincia de Amberes en Bélgica. Sus municipios vecinos son Arendonk, Kasterlee, Ravels, Retie y Turnhout. Tiene una superficie de 38,8 km² y una población en 2018 de 13.517 habitantes, siendo los habitantes en edad laboral el 62% de la población.

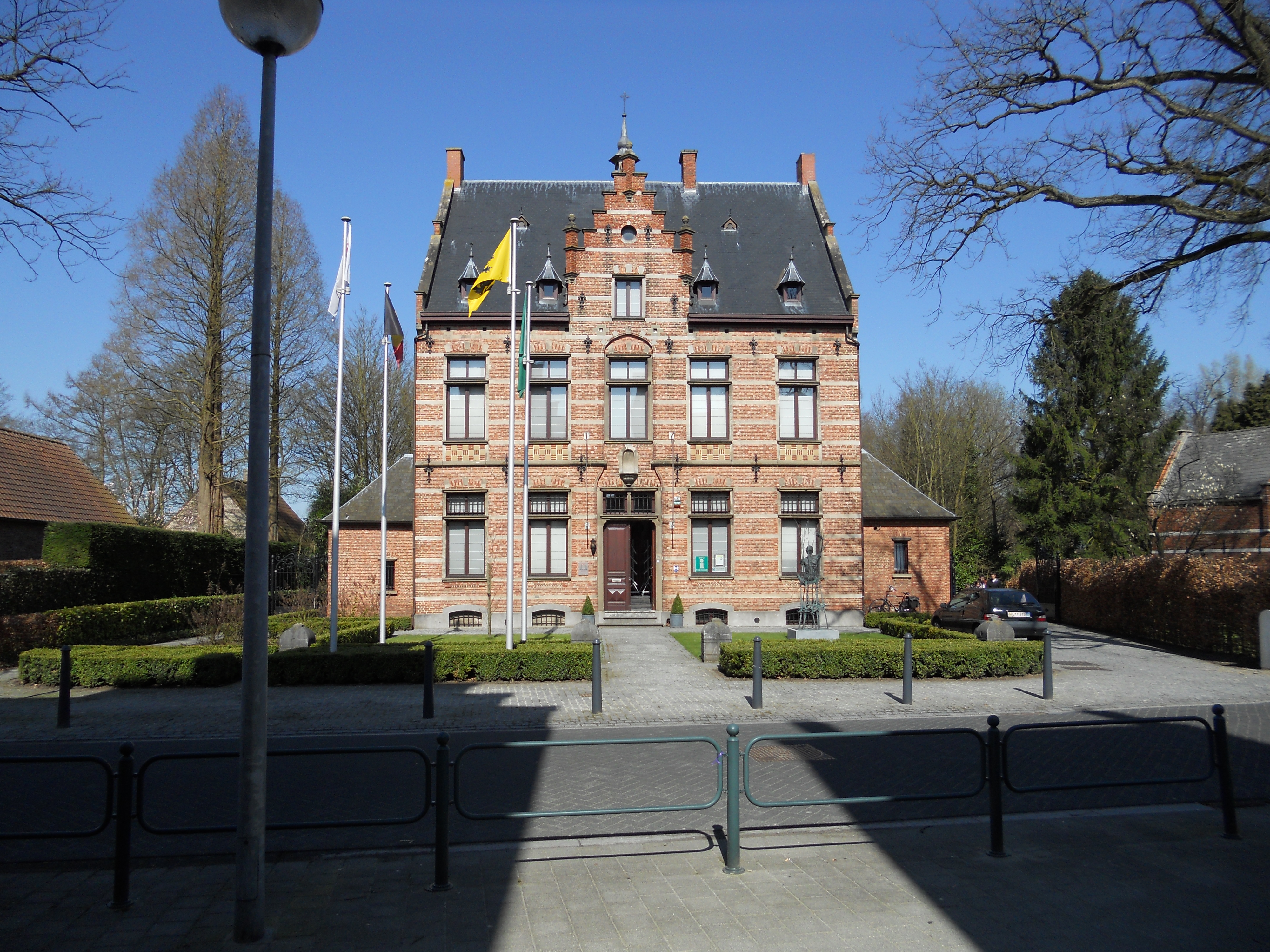
Antigua casa parroquial.

## Localidades del municipio
El municipio solo comprende la propia ciudad de Oud-Turnhout, que se divide en tres parroquias:
- Zwaneven en el este, se encuentra en la zona residencial de lujo llamada "De Lint", donde viven muchos neerlandeses, donde vinieron para huir de impuestos altos y de regulaciones que restringen la construcción en los Países Bajos.
- St. Bavo en el centro.
- Oosthoven en el norte, donde se encuentra una de las mayores reservas naturales de Flandes.

## Demografía

### Evolución
Todos los datos históricos relativos al actual municipio, el siguiente gráfico refleja su evolución demográfica, incluyendo municipios después de efectuada la fusión el 1 de enero de 1977.
| Gráfica de evolución demográfica de Oud-Turnhout entre 1846 y 2020 |
|                                                                    |

## Historia
En el siglo XII, la plena propiedad de Turneholt era una posesión de los señores de Duffel, que en 1187 lo donaron a los Caballeros templarios, orden que poco después fue disuelta y Turneholt pasó a manos de la Iglesia.

## Ciudades hermanadas
- Osthofen, en Alemania.
- Dumbrava, en Rumania.

## Personas notables de Oud-Turnhout
- Coone, DJ y remixer.
- Karel van Miert, político.
- Leo Proost, ciclista.
- Micha Marah, cantante y actriz.